# جرم واقعی: خیابان‌های لس آنجلس
جرم حقیقی: خیابان‌های ال ای (انگلیسی: True Crime: Streets of LA) یک بازی ویدئویی در سبک تیراندازی سوم شخص است که توسط اکتیویژن و در سال ۲۰۰۳ و در پلت‌فرم‌های ایکس‌باکس، پلی‌استیشن ۲، مایکروسافت ویندوز، گیم‌کیوب، و مک‌اواس منتشر شده‌است.